# Voïvodie de Kielce
La voïvodie de Kielce (en polonais województwo kieleckie) était une unité de division administrative et un gouvernement local de Pologne ayant subi des changements au cours des années 1918-1939, 1945-1950, 1950-1975 et 1975-1998. 
Sa capitale était la ville de Kielce située à environ 178 kilomètres au sud de Varsovie.

## 1918-1939

Voïvodie de Kielce dans la période 1918-1939

## 1945-1950

Voïvodie de Kielce dans la période 1945-1950

## 1950-1975

Voïvodie de Kielce dans la période 1950-1975

## 1975-1998

Voïvodie de Kielce dans la période 1975-1998

Le 28 mai 1975, la loi sur les divisions administratives divise la Pologne en 49 voïvodies. En 1993, la voïvodie de Kielce avait une population de 1 135 500 habitants. Il se composait alors de 80 communes (gmina) et il y avait sur son territoire 19 villes.
la voïvodie de Kielce était voisine de:
- à l'est, par la voïvodie de Tarnobrzeg,
- au sud, par la voïvodie de Tarnów et par la voïvodie de Cracovie,
- à l'ouest, par la voïvodie de Katowice par la voïvodie de Częstochowa et par la voïvodie de Piotrków.
- au nord, par la voïvodie de Radom

Avec une superficie de 9 200 km2, la voïvodie de Kielce avait la sixième place dans le pays en superficie.
Elle fut remplacée et absorbée en 1999 par la voïvodie de Sainte-Croix.

### Bureaux de district
Sur la base de la loi du 22 mars 1990, les autorités locales de l'administration publique générale, ont créé 6 régions administratives associant une douzaine de municipalités.
Bureau de district de Busko-Zdrój
- Communes

1. Bejsce
2. Busko-Zdrój
3. Chmielnik
4. Czarnocin
5. Gnojno
6. Kazimierza Wielka
7. Kije
8. Koszyce
9. Michałów
10. Nowy Korczyn
11. Oleśnica
12. Opatowiec
13. Pacanów
14. Pińczów
15. Solec-Zdrój
16. Stopnica
17. Szydłów
18. Tuczępy
19. Wiślica
20. Złota

Bureau de district de Jędrzejów
- Communes

1. Imielno
2. Jędrzejów
3. Krasocin
4. Małogoszcz
5. Nagłowice
6. Oksa
7. Sędziszów
8. Słupia
9. Sobków
10. Włoszczowa
11. Wodzisław

Bureau de district de Kielce
- Communes

1. Bieliny
2. Bodzentyn
3. Chęciny
4. Daleszyce
5. Górno
6. Łagów
7. Łączna
8. Łopuszno
9. Masłów
10. Miedziana Góra
11. Morawica
12. Nowa Słupia
13. Piekoszów
14. Pierzchnica
15. Raków
16. Sitkówka-Nowiny
17. Słupia (Konecka)
18. Strawczyn
19. Suchedniów
20. Zagnańsk

- Ville

1. Kielce

Bureau de district de Końskich
- Communes

1. Bliżyn
2. Końskie
3. Mniów
4. Radoszyce
5. Ruda Maleniecka
6. Smyków
7. Stąporków

Bureau de district de Miechowie
- Communes

1. Charsznica
2. Działoszyce
3. Kozłów
4. Książ Wielki
5. Miechów
6. Pałecznica
7. Racławice
8. Skalbmierz
9. Słaboszów

Bureau de district de Starachowice
- Communes

1. Bałtów
2. Bodzechów
3. Brody
4. Kunów
5. Mirzec
6. Pawłów
7. Skarżysko Kościelne
8. Waśniów
9. Wąchock

- Villes

1. Ostrowiec Świętokrzyski
2. Skarżysko-Kamienna
3. Starachowice

### Villes principales
Population au 31 décembre 1998
- Kielce – 212 383
- Ostrowiec Świętokrzyski – 79 173
- Starachowice – 57 083
- Skarżysko-Kamienna – 50 799
- Końskie – 22 353
- Busko-Zdrój – 18 255
- Jędrzejów – 17 459
- Pińczów – 12 405
- Miechów – 11 935
- Włoszczowa – 11 067
- Suchedniów – 8 337
- Sędziszów – 6 167
- Stąporków – 6 036
- Kazimierza Wielka – 5 474
- Chęciny – 4 258
- Chmielnik – 4 056
- Małogoszcz – 3 155
- Kunów – 3 136
- Wąchock – 2 755
- Bodzentyn – 2 276
- Skalbmierz – 1 302
- Działoszyce – 1 163